# Ейнар Кваран
Ейнар Кваран (ісл. Einar Kvaran; 6 грудня 1859 , Вадланес — 21 травня 1938, Рейк'явік) — ісландський письменник, драматург і поет кінця XIX — першої половини XX століття.

## Ім'я
Після народження він отримав ім'я Ейнар та по батькові (патронім) Герлейфссон. У 1913 році Альтинг, з ініціативи комітету з імен, членом якого був Ейнар Герлейфссон, ухвалив закон (згодом скасований), що дозволяв ісландцям брати імена та прізвища стародавнього походження. Користуючись можливістю у 1916 році Ейнар взяв собі прізвище Кваран, використавши епонім з стародавньої ісландської саги про людей з Локсендаля. Таким чином, повне ім'я Ейнара — Ейнар Герлейфссон Кваран (ісл. Einar Hjörleifsson Kvaran), і він свого часу був одним з небагатьох ісландців, які мали і патронім, і прізвище. Усталеним в Ісландії є вживання лише імені та прізвища письменника — Ейнар Кваран (ісл. Einar Kvaran), іноді у поєднанні зі скороченням по батькові — Ейнар Г. Кваран (ісл. Einar H. Kvaran).

## Біографія
Ейнар Кваран народився 6 грудня 1859 року у невеликому селі Вадланес на сході Ісландії неподалік від Егільсстадіра у родині преподобного Герлейфюра Ейнарссона та домогосподарки Гвюдлейг Ейоульфсдоттір. Дитинство Ейнара пройшло в різних селищах на півночі біля Скага-фіорду. У 1877 році Ейнар вступив, а у 1881 році закінчив коледж у Рейк'явіку, відомий як Латинська школа.
У 1882 році вступив на економічний факультет Копенгагенського університету, де разом з трьома іншими студентами-ісландцями видавав ісландський літературний журнал «Verðandi», який відстоював ідеї реалізму та розриву з минулим захопленням сагами.
У 1885 році Ейнар емігрував до Канади, де жив у центрі ісландської культури — в Новій Ісландії у Вінніпезі. Там він допоміг заснувати два ісландськомовних щотижневих видання — «Heimskringla» та «Lögberg».
Після повернення до Ісландії у 1895 році Ейнар став журналістом і редактором у Рейк'явіку та Акурейрі; брав участь у боротьбі за ісландську незалежність і писав про освіту та театр. Він був співредактором «Isafold», у той час провідної газети Ісландії, і редактором «Fjallkonan». З 1892 до 1895 рік й у 1908—1909 роках редагував «Skírnir» — журнал Ісландського літературного товариства.
Пропрацювавши 19 років у журналістиці в Канаді та Ісландії, Ейнар у 1906 році вирішив повністю присвятити себе літературній роботі. Щоб він міг повністю присвятити себе письменницькій діяльності уряд Ісландії надав йому стипендію. Починаючи з 1906 року він опублікував п'ять романів, дві п'єси і певний час керував театральною трупою Рейк'явіка.
Ейнар був двічі одружений. Його перша дружина Матильда Петерсен була данкою; вона померла у Канаді, і їхні двоє дітей померли у дитинстві. У 1888 році він побрався з Гісліною Гісладоттір; у них було п'ятеро дітей, один з яких — старший син Сіґюрдюр, помер від туберкульозу, коли йому було 15 років.

## Творчість
Ейнар дуже рано зацікавився книгами. За розповідями його рідних, він почав складати вірші та розповіді ще в ранньому віці. Коли йому було дванадцять років, він спалив цілу збірку написаних ним оповідань. Його інтерес до літератури зростає у роки навчання в латинській гімназії у Рейк'явіку, де він пише вірші, п'єси та оповідання. Його найкращі роботи цих років, без сумніву, — це дві розповіді «Orgelið» (укр. «Орган») та «Hvorn eiðinn á ég að rjúfa?» (укр. «Яку клятву я порушу?»). Розповіді вийшли друком. Вони отримали неоднозначні відгуки, зокрема їх визнали дещо революційними, а автора вважали аморальним.
Ейнар — автор численних оповідань, романів, п'єс та збірки поезій. Він був прихильником чистоти та краси мови, писав дуже добре та стилістично красиво. Його революційною для ісландської літератури роботою стало оповідання «Vonir» (укр. «Надії»), яке він написав у 1890 році, перебуваючи в Канаді. У ньому автор розповідає про досвід емігранта.
Ейнар також був видатним спіритуалістом, автором першої позитивної оцінки спіритизму ісландською мовою, а також співзасновником і президентом експериментального товариства, в результаті якого було створено Ісландське товариство психічних досліджень (ісл. Sálarrannsóknarfélag Íslands), він став його першим президентом. Він відіграв важливу роль у дослідженні та популяризації багатьох ісландських медіумів, особливо Індриді Індрідасона та Гафстейна Бйорднссона. У пізніх літературних творах Ейнара значне місце займав спіритизм, особливо у романі «Sögur Rannveigar» (укр. «Розповіді Раннвейга»), написаному у 1919—1922 роках, і християнський гуманізм. На думку Стейнгрімюра Торстейнссона, своєю творчістю Ейнар вплинув на ісландську культуру та світогляд, зокрема, зробивши ісландців менш ортодоксальними та менш суворими у вихованні своїх дітей.
У 1920-х роках ходили чутки, що Ейнара вважають лауреатом Нобелівської премії з літератури.
Ісландський історик літератури та літературний критик Сігюрдюр Нордаль зневажливо відгукнувся про Ейнара як надмірно зосередженого на всепрощенні й, отже, терпимого до тих речей, проти яких письменнику якраз і слід скоріше протестувати, ніж прощати. На думку Сігюрдюра Ейнару варто було б писати в дусі ісландського націоналізму та сучасних інтерпретацій Ніцше, вважаючи кровну помсту кращою етичною моделлю. У 1930-х роках лауреат Нобелівської премії Галдор Лакснесс ще гостріше критикував Ейнара за його захоплення спіритизмом.